# ОМС-1 «Роульс»

Советский монокуляр военного назначения ОМС-1 «Роульс»

ОМС-1 «Роульс» (индекс ГРАУ 1Н12) — советский монокулярный оптический прибор, предназначенный для ведения разведки наблюдением с рук находясь на борту движущихся наземных объектов и вертолётной авиатехники.

## Конструкция и технические параметры
Комплект поставки включает в себя сам монокуляр, футляр под него и устройство зарядки. Возможно запитывание прибора в двух режимах — от внутреннего источника или от бортовой сети напряжением 12 или 27 вольт. При работе с внешним питанием автоматически ведется подзарядка аккумуляторов прибора. Для удобства использования крышка монокуляра снабжена налобником из мягкого материала, а он сам — шейным и боковым ремнями. На корпусе предусмотрены кнопки контроля питания и разарретирования оптической системы.
В корпусе прибора размещён блок питания под четыре аккумуляторные батареи Д-0,550 и патрон осушки. Внутри крышки находятся шасси оптической системы, на которые монтируются все основные её узлы: зеркало, блок призм, гироскопический узел, объектив и окуляры. Такая компоновка позволяет устранить влияние колебаний движущейся платформы с пользователем, а также — его рук во время ведения наблюдения.
Оптический прибор ОМС-1 «Роульс» обладает высокими тактико-техническими характеристиками:
| Технические характеристики                      | Их значения        |
| ----------------------------------------------- | ------------------ |
| Увеличение                                      | ×7                 |
| Поле зрения                                     | 7°                 |
| Дальность опознавания объекта типа танк         | до 5 км            |
| Время непрерывной работы при температуре −20 °C | 3,0 часа           |
| Время непрерывной работы при температуре −40 °C | 0,6 часа           |
| Время непрерывной работы при температуре 40 °C  | 7 часов            |
| Масса с источником питания                      | 2,3 кг             |
| Полная масса в упаковке                         | 4,15 кг            |
| Напряжение питания                              | 6 Вольт            |
| Скорость вращения гироскопа                     | 6000 ± 1200 об/мин |
| Ресурс электродвигателя                         | 300 часов          |